# Campo Grande, Argentina
Campo Grande är en kommunhuvudort i Argentina.   Den ligger i provinsen Misiones, i den nordöstra delen av landet, 900 km norr om huvudstaden Buenos Aires. Campo Grande ligger 454 meter över havet och antalet invånare är 12 040.
Terrängen runt Campo Grande är platt söderut, men norrut är den kuperad. Campo Grande ligger uppe på en höjd. Närmaste större samhälle är Aristóbulo del Valle, 14,9 km nordost om Campo Grande.
Omgivningarna runt Campo Grande är en mosaik av jordbruksmark och naturlig växtlighet. Runt Campo Grande är det ganska glesbefolkat, med 32 invånare per kvadratkilometer.